# Ceraspis rotundicollis
Ceraspis rotundicollis är en skalbaggsart som beskrevs av Frey 1973. Ceraspis rotundicollis ingår i släktet Ceraspis och familjen Melolonthidae. Inga underarter finns listade i Catalogue of Life.